# جرموك
جرموك (بالإنجليزية: Jermuk)‏ هي بلدية تقع في أرمينيا في محافظة وايوتس‌جور. يقدر عدد سكانها بـ 5,100 نسمة، ومساحتها 5 كم2 وترتفع عن سطح البحر 2,080 متر.

## المناخ
يظهر الجدول التالي التغييرات المناخية على مدار السنة لجرموك:
| البيانات المناخية لـجرموك               | البيانات المناخية لـجرموك | البيانات المناخية لـجرموك | البيانات المناخية لـجرموك | البيانات المناخية لـجرموك | البيانات المناخية لـجرموك | البيانات المناخية لـجرموك | البيانات المناخية لـجرموك | البيانات المناخية لـجرموك | البيانات المناخية لـجرموك | البيانات المناخية لـجرموك | البيانات المناخية لـجرموك | البيانات المناخية لـجرموك | البيانات المناخية لـجرموك |
| الشهر                                   | يناير                     | فبراير                    | مارس                      | أبريل                     | مايو                      | يونيو                     | يوليو                     | أغسطس                     | سبتمبر                    | أكتوبر                    | نوفمبر                    | ديسمبر                    | المعدل السنوي             |
| --------------------------------------- | ------------------------- | ------------------------- | ------------------------- | ------------------------- | ------------------------- | ------------------------- | ------------------------- | ------------------------- | ------------------------- | ------------------------- | ------------------------- | ------------------------- | ------------------------- |
| متوسط درجة الحرارة الكبرى °م (°ف)       | −2.5 (27.5)               | −1.7 (28.9)               | 2.0 (35.6)                | 7.1 (44.8)                | 13.4 (56.1)               | 17.7 (63.9)               | 21.6 (70.9)               | 22.9 (73.2)               | 19.3 (66.7)               | 13.4 (56.1)               | 5.6 (42.1)                | 0.4 (32.7)                | 9.9 (49.8)                |
| متوسط درجة الحرارة الصغرى °م (°ف)       | −12.1 (10.2)              | −11.5 (11.3)              | −7.4 (18.7)               | −1.4 (29.5)               | 3.0 (37.4)                | 5.7 (42.3)                | 8.7 (47.7)                | 8.8 (47.8)                | 5.2 (41.4)                | 1.9 (35.4)                | −3.9 (25.0)               | −8.6 (16.5)               | −1.0 (30.2)               |
| معدل هطول الأمطار مم (إنش)              | 64 (2.5)                  | 74 (2.9)                  | 83 (3.3)                  | 103 (4.1)                 | 97 (3.8)                  | 71 (2.8)                  | 42 (1.7)                  | 26 (1.0)                  | 24 (0.9)                  | 65 (2.6)                  | 63 (2.5)                  | 67 (2.6)                  | 779 (30.7)                |
| متوسط الأيام الممطرة                    | 13.1                      | 13.4                      | 15.7                      | 16.2                      | 17.9                      | 12.9                      | 7.7                       | 5.8                       | 5.8                       | 9.6                       | 10.1                      | 12.3                      | 140.5                     |
| المصدر: المنظمة العالمية للأرصاد الجوية |                           |                           |                           |                           |                           |                           |                           |                           |                           |                           |                           |                           |                           |

## المدن التوأمة
مدينة سانت رافاييل هي مدينة توأمة لـجرموك.